# آتش‌سوزی بیمارستان ناصریه
آتش‌سوزی بیمارستان ناصریه (انگلیسی: Nasiriyah hospital fire) یک آتش‌سوزی در یک بیمارستان آموزش پزشکی الحسین برای بیماران کرونایی در شهر ناصریه، شهرستان ناصریه، استان ذی‌قار در کشور عراق رخ داد. این آتش سوزی دست کم ۹۲ کشته و ۱۰۰ زخمی در پی داشت.

## پیش‌زمینه
سه ماه پیش از آتش‌سوزی بخش جدیدی با ظرفیت ۷۰ تن در بیمارستان آموزشی الحسین ناصریه آغاز به کار کرده بود. پس از سال‌ها خشونت و درگیری، بسیاری از سیستم‌های بهداشتی و درمانی عراق دارای شرایط بد توصیف شده‌اند.

## رخداد
در ۱۲ ژوئیه ۲۰۲۱، آتش‌سوزی در یک مرکز قرنطینه کووید-۱۹، در بیمارستان الحسین در شهر ناصریه رخ داد. یک پزشک در بیمارستان که به شرط ناشناس ماندن با خبرگزاری رویترز گفتگو کرد، اظهار داشت که بیمارستان از نظر ایمنی مانند سیستم اعلام حریق یا سیستم آب پاش کمبود دارد. گزارش‌ها نشان داده‌اند که آتش‌سوزی توسط یک کابل برق که دارای نقص بوده است، به وسیله سیلندرهای اکسیژن که احتمالاً منفجر شده‌اند، تشدید شده است.